# Cornelia Weihe

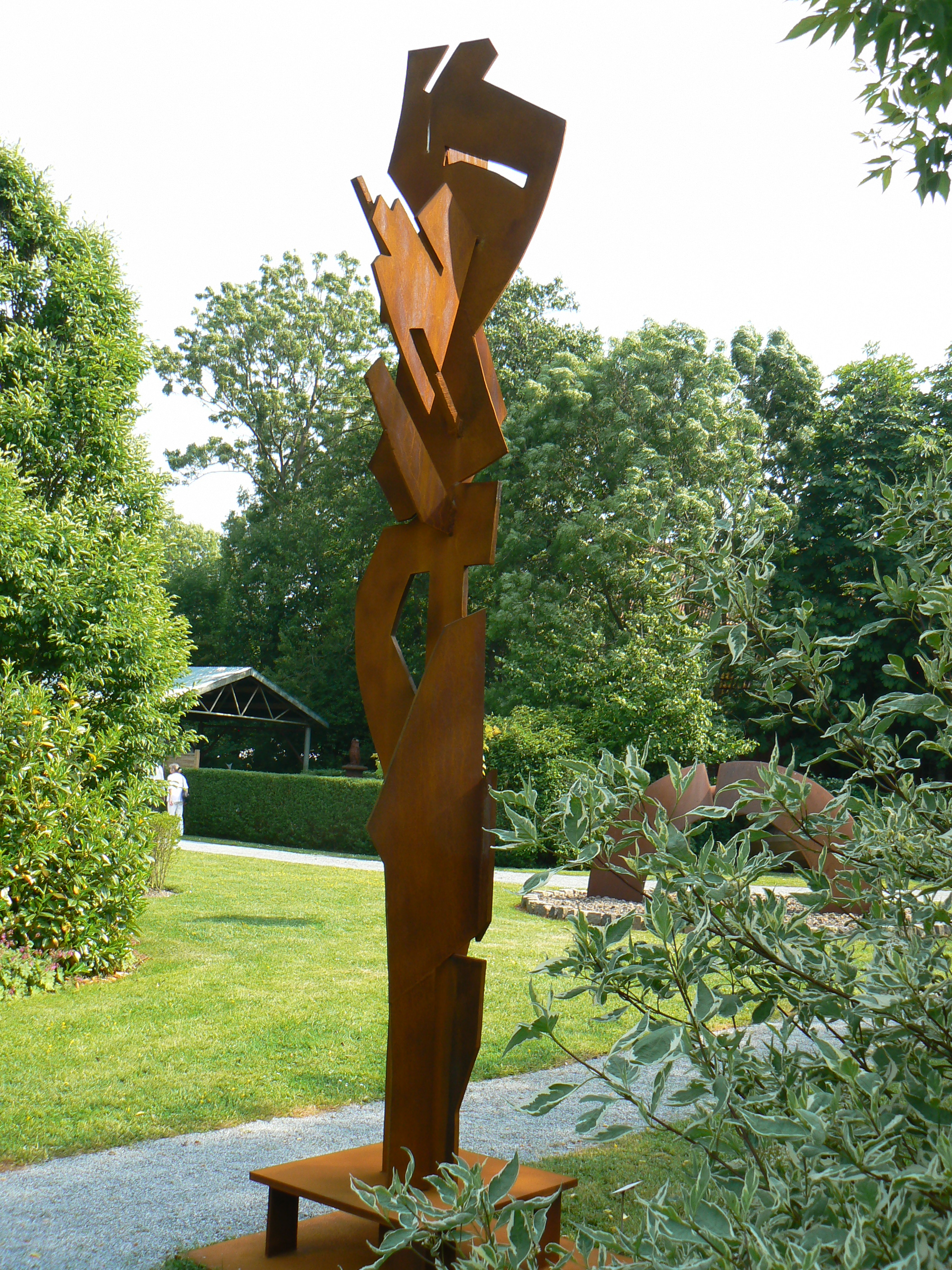
Stehende in Funnix

Cornelia Weihe (Chemnitz, 11 september 1959) is een Duitse schilderes en beeldhouwster.

## Leven en werk
Na de middelbare school volgde Cornelia Weihe praktijkcursussen bij enkele bedrijven in Colditz (een porseleinfabriek), Karl-Marx-Stadt (Produktionsgenossenschaft des Handwerks (PGH) Vorwärts) en Thale (Institut für Architekturemail). Van 1981 tot 1988 studeerde zij aan de Hochschule für industrielle Formgestaltung Halle Burg Giebichstein in Halle (Saale) in de vakrichting metaalbeeldhouwkunst en email bij Irmtraud Ohme. Zij was gedurende enkele jaren als vrij kunstenaar werkzaam, maar werd in 1990 als wetenschappelijk medewerker aangesteld aan de Burg Giebichstein Hochschule für Kunst und Design Halle.
In 1991 stichtte zij met de beeldhouwer Rainer Henze het Atelier für Metallkunst. Weihe en Henze namen sindsdien zowel solo als gezamenlijk deel aan vele exposities, zoals de tentoonstelling Figuren aus Metall van september 2007 tot december 2008 in München, Meiningen, Kunststation Kleinsassen in Hofbieber-Kleinsassen, Celle, Merseburg en Bamberg. 
Na de Duitse hereniging van 1990 behoorde Weihe in 1993 tot de veertig uitgenodigde Oost- en West-Duitse beeldhouwers voor de expositie Stahlplastik in Deutschland van de Staatliche Galerie Moritzburg in Halle en zij nam deel aan diverse beeldhouwersymposia, waaronder het 3. Ostfriesisches Bildhauer-Symposion voor staalbeeldhouwers in de Oost-Friese stad Wittmund in 1990 met onder anderen de beeldhouwers Klaus Duschat, David Lee Thompson, Wolfram Schneider en Leonard Wübbena (leiding). Het door haar vervaardigde werk Große Liegende maakt deel uit van de Staatliche Sammlung Dresden. Zij ontving in 1996 de Ernst-Rietschel-Kunstpreis für Bildhauerei der Stadt Pulsnitz.
Cornelia Weihe leeft en werkt in Halle.

## Werken in de openbare ruimte (selectie)
- 1989 Torso
- 1990 Große Liegende, Staatliche Samlung Dresden Albertinum in Dresden
- 1997/8 Impuls, Landesversicherungsanstalt Sachsen-Anhalt in Halle
- 2000 Stehende, beeldenpark Skulpturengarten Funnix in Funnix
- 2001 Kumulus, Halle-Dieskau
- 2004 Blauer Zweig, beeldenroute Skulpturenpfad Damme in Damme
- 2006 Flugkörper, Halle-Dieskau
- 2006/7  Zügvogel, Dieskauer Park, Halle